# 加勒比泡鱸
加勒比泡鱸為輻鰭魚綱鱸形目鱸亞目鮨科的其中一種，分布於中西大西洋區，包括波多黎各、美屬維京群島、巴哈馬群島、多米尼克、尼加拉瓜等海域，棲息深度可達150公尺，體長可達6公分，為底棲性魚類，屬肉食性，生活習性不明。